# Shola Ameobi
Pour les articles homonymes, voir Ameobi.
Shola Ameobi est un footballeur anglo-nigérian né le 12 octobre 1981 à Zaria (Nigeria), évoluant au poste d'attaquant.
Il est le frère aîné de Sammy et Tomi Ameobi, tous deux également footballeurs.

## Biographie

### En club
Shola Ameobi intègre les équipes de jeune de Newcastle en 1995 et devient membre de l'équipe réserve à partir de 1998. Il fait ses débuts en équipe première deux ans plus tard, le 9 septembre 2000 lors du match Newcastle-Chelsea. Pour sa première saison en pro, il joue 20 matchs de Premier League, principalement en tant que remplaçant. 
Au cours de la saison 2007-2008, il quitte pour la première fois de sa carrière son club formateur, à l'occasion d'un prêt de six mois à Stoke City. 
Lors de la saison 2009-2010, avec son club formateur qui a été relégué en D2 anglaise, il démontre tout son talent, inscrivant notamment un triplé et étant même élu joueur du mois d'août, avant de se blesser au pied pour plusieurs mois. Dès son retour, il marque trois buts en trois matchs et reprend une place de titulaire. À l'issue de la saison, Newcastle remporte le championnat de deuxième division et retrouve l'élite. Newcastle se maintient et Ameobi inscrit 6 buts en 28 matchs. En août 2011, il signe une prolongation de contrat de deux ans avec les Magpies. Le 23 mai 2014 il est libéré par Newcastle, après 14 saisons passées avec ce club.
Le 11 août 2014, il quitte l'Angleterre et rejoint le club turc du Gaziantep BB. Le club évolue en deuxième division.
Le 29 janvier 2015, soit environ 6 mois après son arrivée en Turquie, le manager de Crystal Palace, Alan Pardew, annonce en conférence de presse l'arrivée d'Ameobi chez les Eagles. Après seulement 4 matchs joués avec Crystal Palace, il s'engage en octobre 2015 avec l'équipe de Bolton, en Championship.

### En équipe nationale
Il joue en équipe d'Angleterre espoirs entre 2000 et 2003 (20 sélections, 7 buts) mais il n'est jamais par la suite appelé en équipe nationale anglaise. 
Fin 2009, il manifeste son désir de jouer pour l'équipe du Nigeria, et en janvier 2011, il est convoqué pour le match du Nigeria contre le Guatemala.
Il participe avec le Nigeria à la Coupe du monde 2014 organisée au Brésil. Lors du mondial, il joue deux matchs : contre l'Iran, et la Bosnie-Herzégovine.
Shola Ameobi possède 9 sélections et 2 buts avec le Nigeria entre 2012 et 2014.

## Palmarès
- Newcastle United
  - Championship
    - Vainqueur : 2010

  - Coupe Intertoto
    - Vainqueur : 2006

## Statistiques
| 2010–11         | Newcastle United |                 | Premier League  | 28  | 6  | 0  | 0 | 2  | 3 | –  | –  | 30  | 9  | 3  | 0 |
| 2009–10         | Newcastle United |                 | Championship    | 18  | 10 | 2  | 0 | 1  | 1 | –  | –  | 21  | 11 | 2  | 0 |
| 2008–09         | Newcastle United |                 | Premier League  | 22  | 4  | 0  | 0 | 0  | 0 | –  | –  | 22  | 4  | 1  | 0 |
| 2007–08         | Stoke City       | Prêt            | Championship    | 6   | 0  | 0  | 0 | 0  | 0 | –  | –  | 6   | 0  | 2  | 0 |
| 2007–08         | Newcastle United |                 | Premier League  | 6   | 0  | 0  | 0 | 2  | 0 | –  | –  | 8   | 0  | 0  | 0 |
| 2006–07         | Newcastle United |                 | Premier League  | 12  | 3  | 0  | 0 | 0  | 0 | 4  | 2  | 16  | 5  | 1  | 0 |
| 2005–06         | Newcastle United |                 | Premier League  | 30  | 9  | 3  | 0 | 0  | 0 | 1  | 0  | 34  | 9  | 5  | 0 |
| 2004–05         | Newcastle United |                 | Premier League  | 31  | 2  | 5  | 3 | 2  | 1 | 7  | 1  | 45  | 7  | 6  | 1 |
| 2003–04         | Newcastle United |                 | Premier League  | 26  | 7  | 1  | 0 | 1  | 0 | 13 | 3  | 41  | 10 | 2  | 0 |
| 2002–03         | Newcastle United |                 | Premier League  | 28  | 5  | 1  | 0 | 0  | 0 | 10 | 3  | 39  | 8  | 4  | 0 |
| 2001–02         | Newcastle United |                 | Premier League  | 15  | 0  | 1  | 0 | 3  | 2 | 6  | 3  | 25  | 5  | 3  | 0 |
| 2000–01         | Newcastle United |                 | Premier League  | 20  | 2  | 2  | 0 | 0  | 0 | –  | –  | 22  | 2  | 0  | 0 |
| Total Newcastle | Total Newcastle  | Total Newcastle | Total Newcastle | 236 | 48 | 15 | 3 | 11 | 7 | 41 | 12 | 303 | 70 | 27 | 1 |
| Total           | Total            | Total           | Total           | 242 | 48 | 15 | 3 | 11 | 7 | 41 | 12 | 309 | 70 | 29 | 1 |